# Las Vegas de Yeres
Las Vegas de Yeres(en gallego As Veigas) es una localidad española del municipio de Puente de Domingo Flórez, en la provincia de León, comunidad autónoma de Castilla y León. 
La iglesia está dedicada a Nuestra Señora de la Expectación.

## Localidades limítrofes
Confina con las siguientes localidades:
- Al noreste con Yeres.
- Al este con Castroquilame y Robledo de Sobrecastro.
- Al suroeste con San Pedro de Trones.
- Al oeste con Puente de Domingo Flórez.
- Al noroeste con Salas de la Ribera.

## Historia
Así se describe a Las Vegas de Yeres en el tomo XV del Diccionario geográfico-estadístico-histórico de España y sus posesiones de Ultramar, obra impulsada por Pascual Madoz a mediados del siglo XIX:

lugar en la provincia de León (20 leguas), partido judicial de Ponferrada (5), diócesis de Astorga (14), audiencia territorial y capitanía general de Valladolid (36), ayuntamiento de Puente de Domingo Flórez. Situado en un valle estrecho entre dos montañas; su clima es frío; sus enfermedades más comunes fiebres catarrales, y calenturas. Tiene 25 casas; iglesia anejo de Yeres (Santa María) y servida por un coadjutor; y medianas aguas potables. Confina con la matriz, Castro, Sierras de Cabrera y Puente de Domingo Flórez. El terreno es de buena calidad en la llanura, y le bañan las aguas del río Cabrera. Hay un camino para la Cabrera y otro para las Médulas; recibe la correspondencia del Puente. Producciones: granos, legumbres, vino, patatas y pastos; cría ganados, caza mayor y menor, y pesca de truchas, anguilas y otros peces. Población: 25 vecinos, 100 almas. Contribución: con el ayuntamiento.
Diccionario geográfico-estadístico-histórico de España y sus posesiones de Ultramar

## Demografía
| Gráfica de evolución demográfica de Las Vegas de Yeres entre 2000 y 2021 |
|                                                                          |
| Población de derecho (2000-2021) según el padrón municipal del INE       |